# Parafia Zmartwychwstania Pańskiego w Białymstoku (rzymskokatolicka)
Parafia pw. Zmartwychwstania Pańskiego w Białymstoku  – rzymskokatolicka parafia należąca do dekanatu Białystok - Bacieczki, archidiecezji białostockiej, metropolii białostockiej. Siedziba parafii znajduje się na os. Wysoki Stoczek

## Historia
Parafia pod wezwaniem Zmartwychwstania Pańskiego w Białymstoku została erygowana 24 czerwca 1990 roku przez biskupa Edwarda Kisiela, administratora archidiecezji wileńskiej w Białymstoku. Proboszczem nowej parafii został mianowany ks. prał. Tadeusz Krawczenko, prokurator Archidiecezjalnego Wyższego Seminarium Duchownego w Białymstoku i budowniczy białostockiego seminarium, a uprzednio także kościoła parafialnego w Narewce. Pierwszą świątynią parafii pod wezwaniem Zmartwychwstania Pańskiego został drewniany kościół na cmentarzu św. Rocha przy ul. Antoniuk Fabryczny, który zbudowano w roku 1946, a rozbudowany w 1990 roku.
Abp Wojciech Ziemba, metropolita białostocki, swoim dekretem z 27 czerwca 2005 roku (dekret wszedł w życie 1 lipca 2005 roku) erygował nową parafię pw. Wszystkich Świętych, wyłaniając jej teren z części parafii pod wezwaniem Zmartwychwstania Pańskiego i parafii pod wezwaniem św. Kazimierza Królewicza. Pierwszym proboszczem nowej parafii został mianowany ks. prał. Tadeusz Krawczenko, natomiast proboszczem parafii pod wezwaniem Zmartwychwstania Pańskiego został ks. dr prał. Stanisław Hołodok.

## Kościół parafialny
Kościół parafialny pw. Zmartwychwstania Pańskiego zbudowano w latach 1991–1996 według projektu arch. mgr. inż. Michała Bałasza. W zamiarach ideowych nowy kościół dla tej parafii miał upamiętniać wszystkich Polaków poległych z rąk najeźdźców. Dlatego też w kościele zostali upamiętnieni trzej kapłani archidiecezji wileńskiej zamordowani przez hitlerowców, dzisiaj już błogosławieni: Władysław Maćkowiak, Stanisław Pyrtek i Mieczysław Bohatkiewicz. Jako wzór architektoniczny miała posłużyć nieistniejąca już świątynia pobazyliańska z Berezwecza (dawne województwo wileńskie, obecnie Białoruś), będąca wyśmienitym przykładem architektury z kręgu baroku wileńskiego. 

## Proboszczowie
- ks. prał. Tadeusz Krawczenko (1990–2005)
- ks. dr prał. Stanisław Hołodok (2005–2019)
- ks. Jerzy Marcin Sokołowski (od 1 stycznia 2019)

## Wspólnoty parafialne
Przy parafii swoją działalność prowadzą: Apostolstwo Dobrej Śmierci oraz Wspólnota dla Intronizacji Najświętszego Serca Pana Jezusa.

## Odpusty
- tytułu kościoła – Zmartwychwstanie Pańskie
- ostatnia niedziela czerwca – Matki Bożej Nieustającej Pomocy